# Posoqueria
Genre
Synonymes
selon tropicos :
- Cyrtanthus Schreb.
- Kyrtanthus J.F. Gmel.
- Martha F.J. Müll.
- Posoria Raf.
- Ramspekia Scop.
- Solena Willd.
- Stannia H. Karst.[1]

selon GBIF :
- Cyrtanthus Schreb.
- Kyrtanthus J.F.Gmel.
- Martha F.J.Müll.
- Posoria Raf.
- Ramspekia Scop.
- Solena Lour.
- Solena Willd.
- Stannia H.Karst.
- Willdenovia J.F.Gmel.[2]

Posoqueria est un genre d'arbuste, de la région néotropicale, appartenant à la famille des Rubiaceae, et comptant entre 27 et 60 espèces.
L'espèce type est Posoqueria longiflora Aubl.

## Description
Posoqueria est un genre d'arbres ou d'arbustes à tiges glabres. 
Les feuilles sont coriaces, avec des stipules interpétiolaires, généralement lancéolées. 
Les inflorescences sont terminales, sub-corymbales, avec peu ou beaucoup de fleurs. 
Les fleurs sont pentamères, avec des boutons recourbés sur le côté.
Le calice est auriculé ou subimbriqué à la base, avec des glandes sur la face supérieure.
La corolle est longuement tubulaire, zygomorphe à l'apex, de couleur blanche (devenant jaunâtre avec l'âge), avec des lobes contorsionnés dans le bourgeon.
Les étamines sont insérées à l'embouchure de la corolle, et de longueur inégale : quatre pliées vers l'arrière en deux paires, et une étamine unique déposant une masse sphérique de pollen sur le pollinisateur.
L'ovaire présente 2 loges (ou une seule par avortement d'une loge), contenant de nombreux ovules dressés. 
Le fruit est globuleux, de type baie bacciforme, à (1)-2 loges, avec l'exocarpe épais-coriacé, et contenant de nombreuses, grosses, graines "osseuses",.

## Classification
La phylogénie et l'évolution anatomique des fleurs parmi les espèces du genre Posoqueria ont été étudiées.

## Protologue

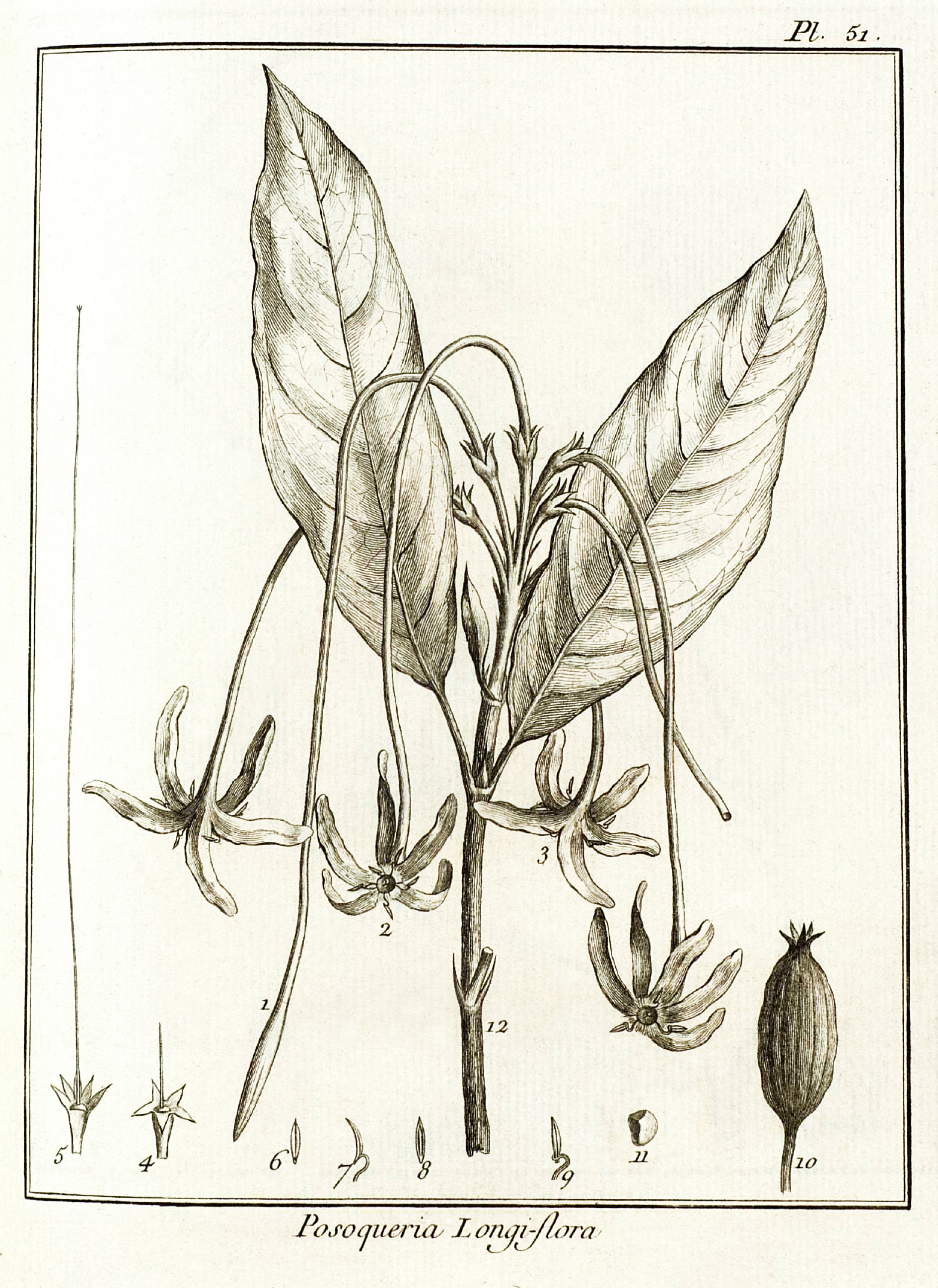
Posoqueria longiflora par Aublet (1775) :
Planche 50 - 1. calice. - 2. Calice coupe & ouvert. Ovaire. Portion du Style. Stigmate. - 3. Corolle épanouie. Étamines. - 4. Corolle ouverte. Étamine. Portion du ſtyle. Stigmate. - 5. Étamines ſéparées. - 6. Baie. - 7. Baie coupée en travers. - 8. Graines. - 9. Stipules.

En 1775, le botaniste Aublet propose le protologue suivant : 
« POSOQUERIA. (Tabula 51.)

CAL. Perianthium monophyllum, turbinatum, quinquedentatum, denticulis acutis. 
COR. monopetala, tubus longiſſimus, diſco ſuprà germen infertus, paulò ſuprà baſim incurvus, reliquâ ſuâ parte pendulus; faux villoſa, ventricoſa, limbus quinquefidus ; lobis oblongis, anguſtis, obtuſis, reflexis. 
STAM. Filamenta quinque, brevia, lata, apice incurva, intrà diviſuras corollæ inferta. Antheræ oblongæ, utrinquè acutæ, incurvæ, biloculares, baſi filamento adnexæ. 
PIST. Germen calicis fundo adnatum, diſco coronatum. 
PER. Bacca carnoſa, ovata, lutea, calice coronata, unilocularis. 

SEM. plurima, ſubrotunda, anguloſa, in pulpa rubra dulci nidulantia. »
— Fusée-Aublet, 1775.

## Espèces
Selon GBIF (07 février 2024) :
- Cyrtanthus longiflorus Steud.
- Posoqueria acutifolia Mart.
- Posoqueria bahiensis Macias & L.S.Kinosh.
- Posoqueria calantha Barb.Rodr.
- Posoqueria chocoana C.M.Taylor
- Posoqueria coriacea M.Martens & Galeotti
  - Posoqueria coriacea subsp. coriacea 
  - Posoqueria coriacea subsp. formosa (H.Karst.) Steyerm.
  - Posoqueria coriacea subsp. maxima (Standl.) Steyerm.
- Posoqueria correana C.M.Taylor
- Posoqueria costaricensis C.M.Taylor
- Posoqueria dumetorum (Willd.) Willd., 1824
- Posoqueria fragrantissima Linden & André
- Posoqueria grandiflora Standl.
- Posoqueria grandifructa Hammel & C.M.Taylor
- Posoqueria laevis C.M.Taylor
- Posoqueria latifolia (Rudge) Schult.
  - Posoqueria latifolia subsp. gracilis (Rudge) Steyerm.
  - Posoqueria latifolia subsp. latifolia
- Posoqueria laurifolia Mart.
- Posoqueria longifilamentosa C.M.Taylor
- Posoqueria longiflora Aubl.
- Posoqueria longispina Roxb.
- Posoqueria palustris Mart.
- Posoqueria platysiphonia Rusby
- Posoqueria robusta Hammel & C.M.Taylor
- Posoqueria tarairensis C.M.Taylor & Cortes-Ballen
- Posoqueria trifida Poepp., 1889
- Posoqueria trinitatis DC.
- Posoqueria velutina Standl.
- Posoqueria williamsii Steyerm.
- Solena talangiana D.Dietr.

Selon Tropicos (07 février 2024) (Attention liste brute contenant possiblement des synonymes) :
- Posoqueria acuminata Mart., 1841
- Posoqueria acutifolia Mart., 1841
- Posoqueria bahiensis L. Macias & Kin.-Gouv., 2003
- Posoqueria brachyantha Standl., 1940
- Posoqueria calantha Barb. Rodr., 1896
- Posoqueria chocoana C.M. Taylor, 2011
- Posoqueria coriacea M. Martens & Galeotti, 1844
- Posoqueria correana C.M. Taylor, 2011
- Posoqueria costaricensis C.M. Taylor, 2011
- Posoqueria decora DC., 1830
- Posoqueria densiflora Hutch., 1915
- Posoqueria drupacea C.F. Gaertn., 1806
- Posoqueria dumetorum (Retz.) Willd. ex Roxb., 1824
- Posoqueria fasciculata Roxb., 1824
- Posoqueria floribunda Roxb., 1824
- Posoqueria formosa (H. Karst.) Planch., 1850
- Posoqueria fragrans (Roxb.) J.König ex Roxb., 1824
- Posoqueria fragrans (F.J. Müll.) Darwin, 1876
- Posoqueria fragrantissima Linden & André, 1870
- Posoqueria gracilis (Rudge) Roem. & Schult., 1819
- Posoqueria grandiflora Standl., 1928
- Posoqueria grandifructa Hammel & C.M. Taylor, 2011
- Posoqueria havanensis DC.
- Posoqueria huilensis Standl., 1930
- Posoqueria insignis (Schult. & Roem.) Nees, 1821
- Posoqueria intermedia Miq., 1847 [1846]
- Posoqueria laevis C.M. Taylor, 2010
- Posoqueria latifolia (Rudge) Roem. & Schult., 1819
- Posoqueria laurifolia Mart., 1841
- Posoqueria longifilamentosa C.M. Taylor, 2011
- Posoqueria longiflora (Lam.) Roxb., 1824
- Posoqueria longiflora Aubl., 1775
- Posoqueria longispina Link, 1821
- Posoqueria lucida Mart., 1841
- Posoqueria macrantha Baill., 1892
- Posoqueria macrophylla (Kunth) Hemsl., 1881
- Posoqueria macropus Mart., 1841
- Posoqueria maxima Standl., 1930
- Posoqueria metensis (H. Karst.) Knuth, 1928
- Posoqueria montana Mart., 1841
- Posoqueria multiflora Lem., 1869
- Posoqueria multiflora Blume, 1826 [1826-1827]
- Posoqueria mutisii Standl., 1936
- Posoqueria nutans Roxb., 1824
- Posoqueria obliquinervia Standl., 1928
- Posoqueria palustris Mart., 1841
- Posoqueria panamensis (Walp. & Duchass.) Walp., 1852
- Posoqueria pittieri Standl., 1928
- Posoqueria platysiphonia Rusby, 1920
- Posoqueria revoluta Schrad., 1821
- Posoqueria rigida Wall., 1824
- Posoqueria robusta Hammel & C.M. Taylor, 2011
- Posoqueria speciosa K. Krause, 1908
- Posoqueria spraguei Wernham, 1914
- Posoqueria tarairensis C.M. Taylor & Cortés-Ballén, 1999
- Posoqueria trinitatis DC., 1830
- Posoqueria uliginosa (Retz.) Roxb., 1824
- Posoqueria velutina Standl., 1930
- Posoqueria versicolor (Lindl.) Lindl., 1841
- Posoqueria williamsii Steyerm., 1967